# Wasmannia sulcaticeps
Wasmannia sulcaticeps (лат.) — вид мелких муравьёв рода Wasmannia из подсемейства мирмицины.

## Распространение
Южная Америка: Аргентина.

## Описание
От близких видов отличается грубой бороздчатой скульптурой головы в области лица (между усиковыми бороздками находится до 12 продольных бороздок) и очень мелкими проподеальными дыхальцами. Близок к виду Wasmannia williamsoni, у которого ширина головы более чем 0.54 мм и брюшко тёмное, а у W. sulcaticeps менее 0.50 мм и брюшко жёлтое. Кроме того, Wasmannia sulcaticeps встречается в более гумидных условиях около Буэнос-Айреса и в северных провинциях (Тукуман, Salta, Jujuy). Wasmannia williamsoni встречается в более аридных условиях западнее Буэнос-Айреса.
Мелкий муравей длиной 2-3 мм, желтовато-коричневой окраски. Рабочие мономорфные. Лобные кили развиты, идут назад за линию глаз, почти до затылочного края. Проподеум с парой длинных шипиков. В глазах более 10 фасеток. В жвалах 5 и менее зубчиков. Усики самок и рабочих 11-члениковые, булава из 2 члеников (усики самцов состоят из 13 сегментов, булава не развита). Нижнечелюстные щупики 3-члениковые, нижнегубные щупики состоят из 2 сегментов. Стебелёк между грудкой и брюшком состоит из двух члеников: петиолюса и постпетиолюса (последний четко отделен от брюшка), жало развито, куколки голые (без кокона).

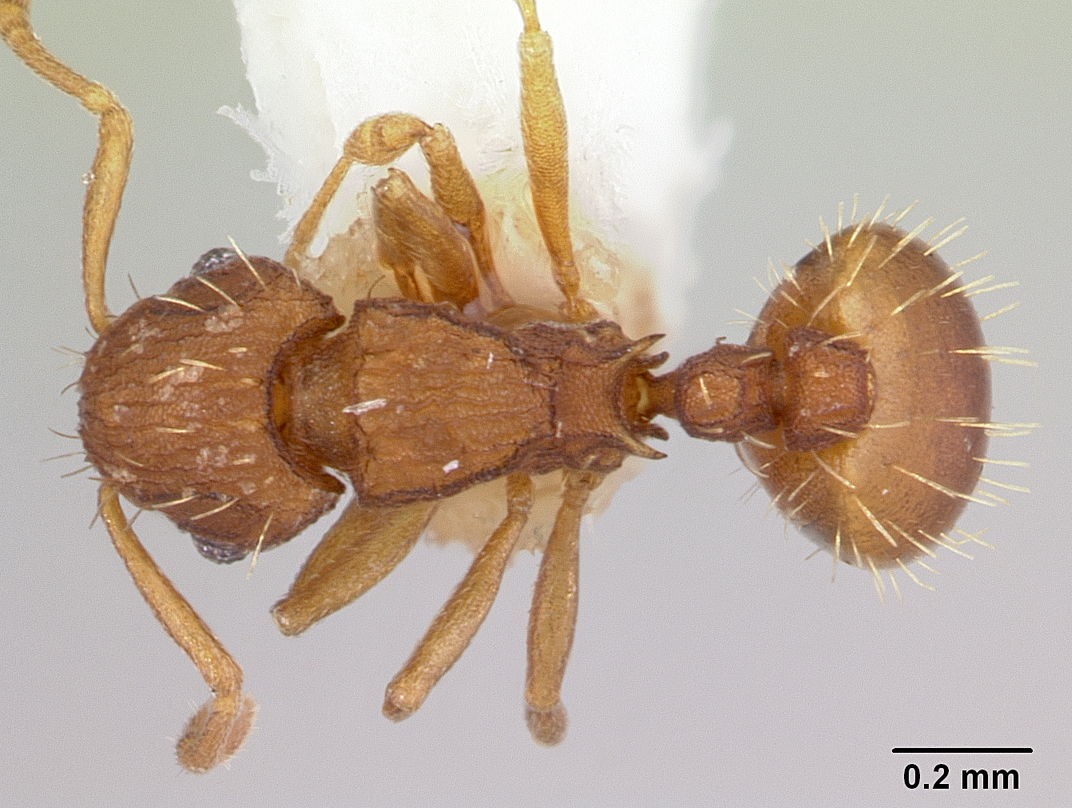
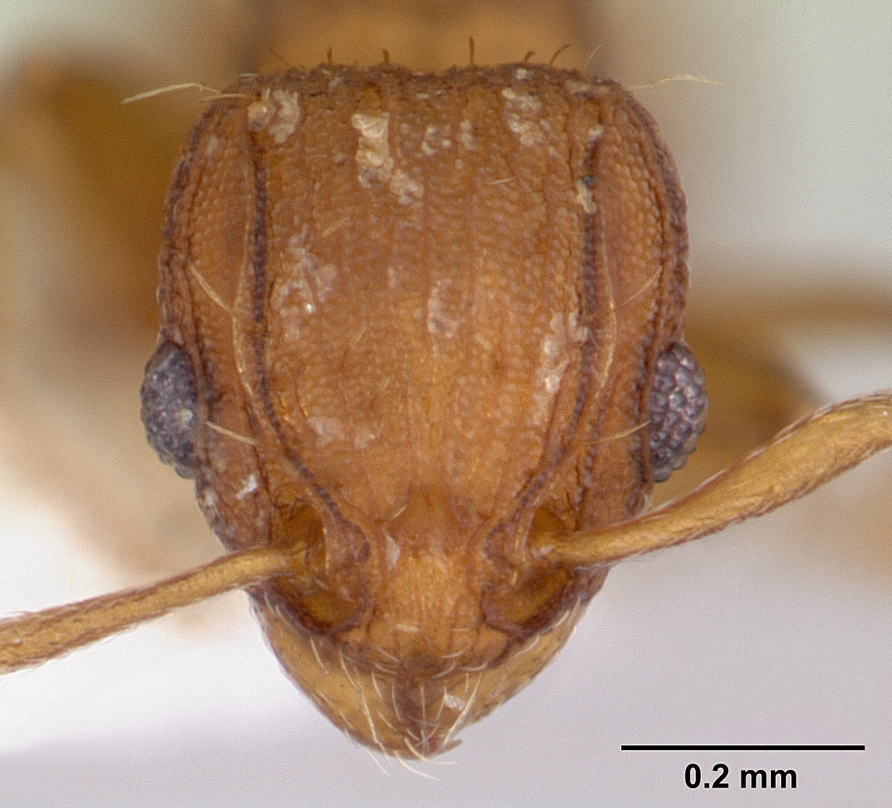